# ウベ・ホーン
ウベ・ホーン（Uwe Hohn 、1962年7月16日 - ）は、東ドイツの陸上競技選手である。男子やり投の旧規格での世界記録保持者。ブランデンブルク州ラインスベルク出身。
ホーンは、1984年7月20日にベルリンで行われた競技会で、104.80mというそれまでのアメリカ合衆国のトム・ペトラノフの持っていた世界記録（99.72m）を5m以上上回る、人類史上唯一100mをこえる投擲を行った選手である。
その後「他のトラック走者にやりが当たったら危険」という理由で、やりが従来より飛ばないようにやりの重心を変えるルール改正が行われ、1986年以降の男子やり投の公認記録は新規格以降のもののみが認められている為、ウベ・ホーンの成績は世界記録としては記載されていない。新規格となった『やり』とは相性が悪かったらしく、規格変更後はよい記録を残すことができなかった。
また「ドーピング技術が発達したとされる1980年代の、旧ソビエト連邦を始めとするかつての東側諸国の選手の1人」として、ドーピング疑惑を向けられることもある。

## 主な実績
| 年   | 大会                   | 場所                         | 種目   | 結果 | 記録  |
| ---- | ---------------------- | ---------------------------- | ------ | ---- | ----- |
| 1982 | ヨーロッパ陸上選手権   | アテネ（ギリシャ）           | やり投 | 1位  | 91m34 |
| 1985 | IAAF陸上ワールドカップ | キャンベラ（オーストラリア） | やり投 | 1位  | 96m96 |